# Carsten Dehmlow
Carsten Dehmlow (* 1977) ist ein deutscher Schwimmer. Der für die SG Neukölln Berlin und die SG Hamburg startende Athlet nahm zwar nie an Olympischen Spielen teil, kann jedoch auf eine Vielzahl nationaler und internationaler Erfolge zurückblicken. Er schwamm drei Weltrekorde.

## Nationale Erfolge
Dehmlow gewann insgesamt sechs Deutsche Meisterschaften über 50 m Freistil:
- 50-Meter-Bahn:
  - 1998 Platz 3
  - 2000 Meister
  - 2001 Vizemeister
  - 2002 Vizemeister
  - 2003 Meister
  - 2004 Meister
- Kurzbahn:
  - 1998 Platz 3
  - 2001 Vizemeister
  - 2002 Meister
  - 2003 Meister
  - 2004 Meister

## Internationale Erfolge
Dehmlow war als Staffelschwimmer bei Kurzbahneuropameisterschaften sehr erfolgreich. Bei Kurzbahnweltmeisterschaften steht die 50-Meter-Staffel erst seit 2014 auf dem Programm.
- 1998 in Sheffield:
  - Bronze mit der 4-mal-50-Meter-Freistilstaffel (Team: Stephan Kunzelmann, Lars Conrad, Alexander Lüderitz und Carsten Dehmlow) in 1:28,01 min hinter den Niederlanden (Gold in der Weltrekordzeit von 1:26,99 min) und Großbritannien (Silber in 1:27,74 min).
- 2001 in Antwerpen:
  - Gold mit der 4-mal-50-Meter-Lagenstaffel (Team: Stev Theloke, Mark Warnecke, Thomas Rupprath und Carsten Dehmlow). Die Siegeszeit von 1:35,14 min bedeutete Weltrekord. Auf den Plätzen 2 und 3 folgten Großbritannien (Silber in 1:35,19 min) und Schweden (Bronze in 1:37,71 min).
- 2002 in Riesa:
  - Gold mit der 4-mal-50-Meter-Lagenstaffel (Team: Stev Theloke, Jens Kruppa, Thomas Rupprath und Carsten Dehmlow), die in 1:34,72 min abermals den Weltrekord verbesserte. Silber und Bronze gingen an Finnland (1:35,69 min) bzw. an die Ukraine (1:36,46 min).
- 2003 in Dublin:
  - Silber mit der 4-mal-50-Meter-Freistilstaffel (Team: Carsten Dehmlow, Benjamin Friedrich, Fabian Friedrich und Jens Schreiber) in 1:26,26 min hinter den Niederlanden (Gold in der Weltrekordzeit von 1:25,55 min) und vor der Ukraine (Bronze in 1:26,30 min).
  - Gold mit der 4-mal-50-Meter-Lagenstaffel (Team: Thomas Rupprath, Mark Warnecke, Fabian Friedrich und Carsten Dehmlow) in der neuen Weltrekordzeit von 1:34,46 min vor Schweden (Silber in 1:36,28 min) und der Schweiz (Bronze in 1:36,65 min).
- 2004 in Wien:
  - Silber mit der 4-mal-50-Meter-Freistilstaffel (Team: Benjamin Friedrich, Thomas Rupprath, Jens Schreiber und Carsten Dehmlow) in 1:26,30 min hinter Frankreich (Gold in der Weltrekordzeit von 1:26,24 min) und vor Schweden (Bronze in 1:26,98 min).
  - Gold mit der 4-mal-50-Meter-Lagenstaffel (Team: Thomas Rupprath, Mark Warnecke, Fabian Friedrich und Carsten Dehmlow) in 1:34,56 min vor der Ukraine (Silber in 1:36,94 min) und Finnland (Bronze in 1:35,89 min).

Carsten Dehmlow arbeitet heute für die Mark Warnecke GmbH.